# Ligidium latum
Ligidium latum là một loài chân đều trong họ Ligiidae. Loài này được Jackson miêu tả khoa học năm 1923.